# Chiesa di Santa Maria Immacolata (Varsi)
La chiesa di Santa Maria Immacolata è un luogo di culto cattolico dalle forme neoclassiche, situato nel centro di Pessola, frazione di Varsi, in provincia di Parma e diocesi di Piacenza-Bobbio; è sede di una parrocchia compresa nel vicariato della Val Taro e Val Ceno.

## Storia
Il luogo di culto originario fu edificato in epoca medievale; la più antica testimonianza della sua esistenza risale al 1352, quando la cappella fu menzionata tra le dipendenze della pieve di Varsi.
Entro il 1563 la chiesa fu elevata a sede parrocchiale autonoma.
Nel corso del XVII secolo il tempio fu ricostruito.
Nel 1856 una frana danneggiò pesantemente il luogo di culto, che fu in seguito abbattuto; il 3 maggio del 1859 furono avviati i lavori di costruzione di un nuovo edificio, che fu completato l'anno successivo; tra il 1862 e il 1863 fu inoltre edificata in adiacenza la canonica.
Nel 1957 la chiesa fu sottoposta a lavori di restauro.
Nel 1976 fu risistemata la zona del presbiterio.

## Descrizione

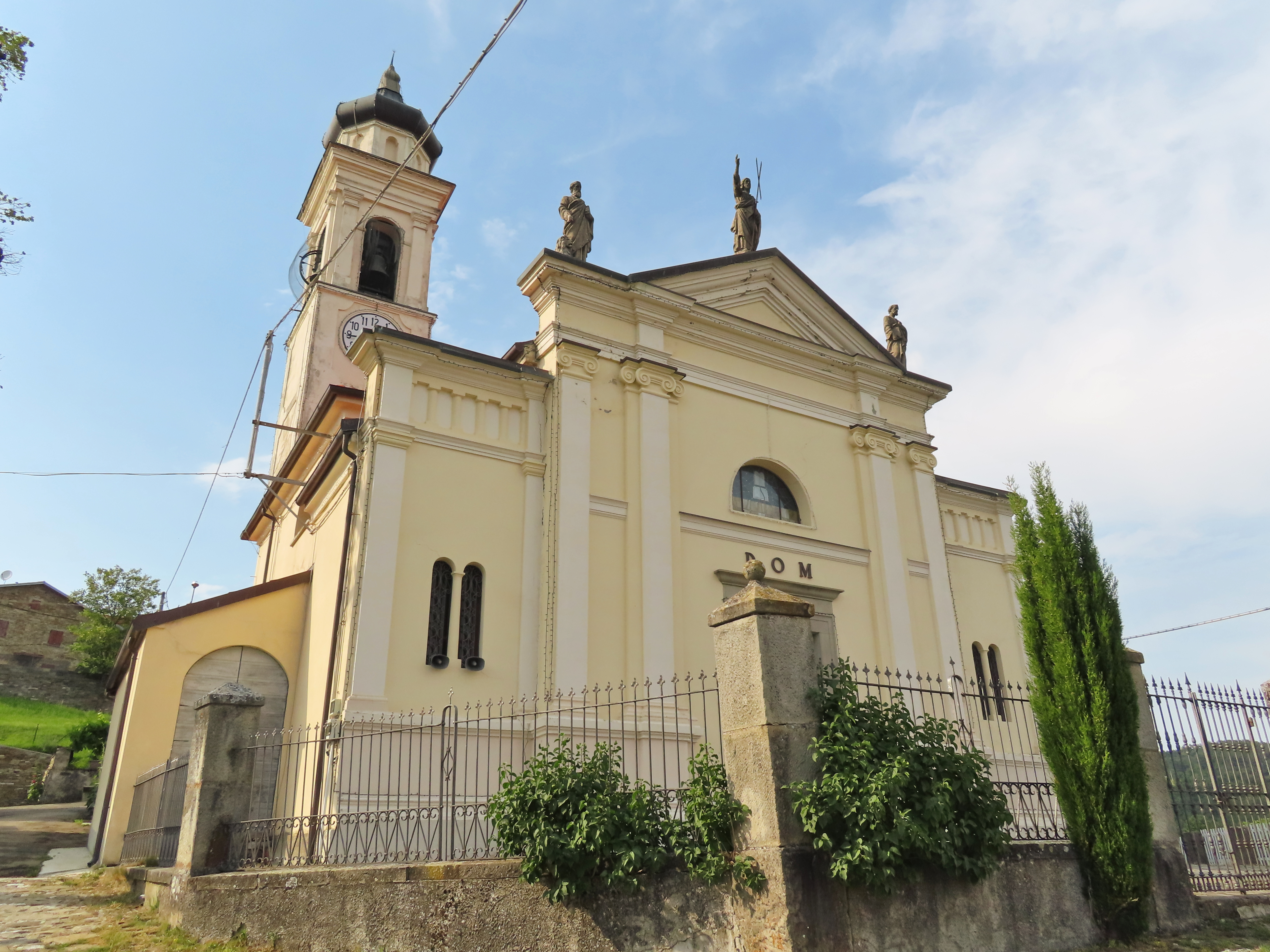
Facciata e lato ovest

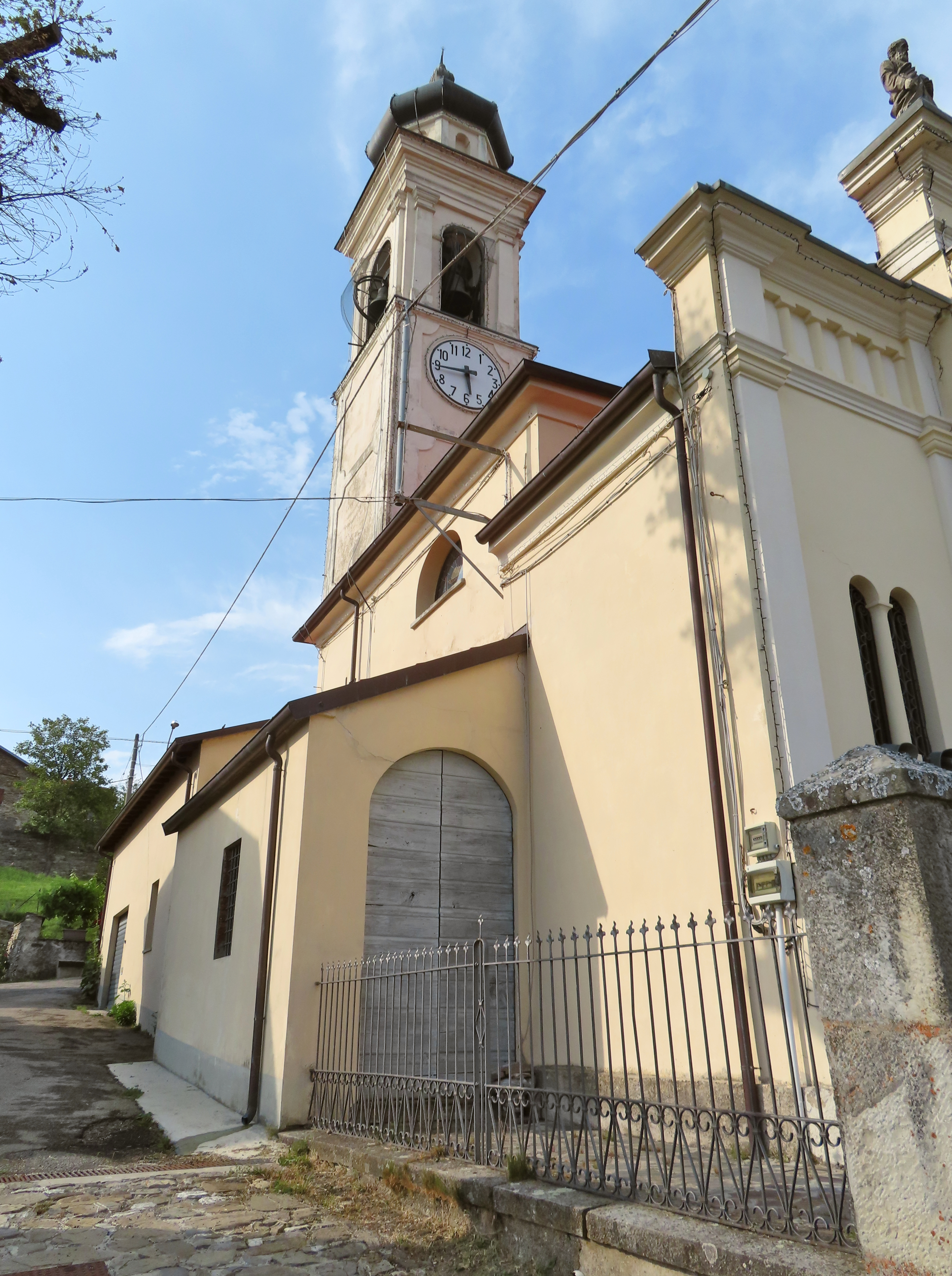
Lato ovest

La chiesa si sviluppa su un impianto a croce latina, con una navata unica affiancata da una cappella per lato, transetto e presbiterio absidato a nord.
La simmetrica facciata a salienti, interamente intonacata come il resto dell'edificio, è scandita verticalmente da quattro lesene ioniche, di cui le centrali binate, tutte elevate su un alto basamento; nel mezzo, raggiungibile attraverso una breve scalinata, è collocato l'ampio portale d'ingresso, inquadrato da una larga cornice in pietra e sormontato da un architrave in aggetto, sopra il quale campeggia l'epigrafe DOM; più in alto si apre un finestrone a lunetta; in sommità si staglia, su una trabeazione spezzata in rilievo, un frontone triangolare con cornice in aggetto, coronato da tre grandi statue in cemento raffiguranti rispettivamente Cristo risorto al centro e San Paolo e San Pietro alle estremità. Su ciascun lato, in corrispondenza della cappella laterale si trova una bifora ad arco a tutto sesto, scandita da una colonnina dorica; ogni fronte è delimitata da due lesene doriche, a sostegno della balaustrata cieca di coronamento.
Dai fianchi aggettano i bassi volumi dei locali accessori; in sommità si aprono in corrispondenza dei due rami del transetto due finestroni a lunetta; al termine del lato sinistro si erge il campanile, decorato su ogni prospetto con due ordini di specchiature rettangolari; la cella campanaria si affaccia sulle quattro fronti attraverso alte monofore ad arco a tutto sesto, affiancate da lesene doriche; in sommità si eleva oltre il cornicione modanato in aggetto una lanterna a pianta ottagonale, decorata su ogni lato con una nicchia a tutto sesto; a coronamento si staglia un pinnacolo a bulbo in rame.
All'interno la navata, coperta da una volta a botte, è affiancata nella prima campata dalle ampie arcate a tutto sesto delle cappelle, intitolate rispettivamente al battistero sulla destra e al Sacro Cuore sulla sinistra; ai lati si erge una serie di lesene doriche a sostegno del cornicione perimetrale in aggetto.
I due rami del transetto accolgono le cappelle della Madonna delle Grazie a destra e della Madonna Addolorata a sinistra; la crociera è chiusa superiormente da una volta a vela decorata con affreschi.
Il presbiterio, lievemente sopraelevato, è preceduto dall'arco trionfale a tutto sesto, retto da paraste doriche; l'ambiente, coperto da una volta a botte dipinta, accoglie l'altare maggiore a mensa in marmo del 1976, retto da colonnine binate; sul fondo l'abside, chiusa superiormente dal catino affrescato, è illuminata da due finestre laterali.